# Pascal Comelade

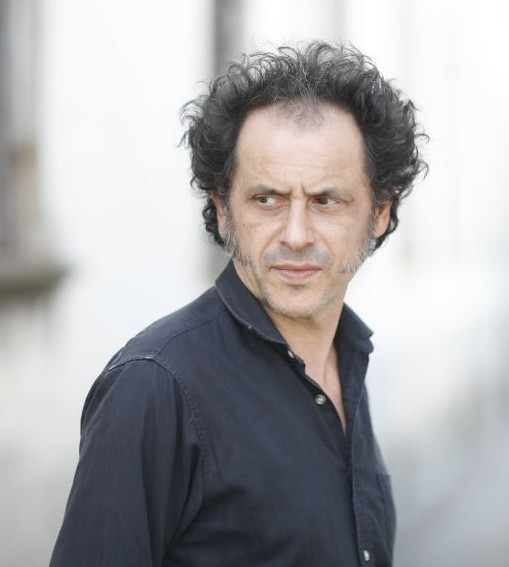
Pascal Comelade, 2007

Pascal Comelade (* 30. Juni 1955 in Montpellier) ist ein französisch-katalanischer Komponist und Instrumentalmusiker. Besondere Bedeutung hat er als Filmmusiker erlangt.

## Leben und Werk
Nachdem er einige Jahre in Barcelona gelebt hatte, veröffentlichte er dort 1975 seine erste Platte Fluence, die von elektronischer Musik und der französischen Band Heldon beeinflusst war. Später wandte er sich zunehmend der akustischen Musik zu, wobei er seine Kompositionen oft auf Spielzeuginstrumenten, insbesondere dem Kinderklavier, spielt. Seine minimalistischen, aber ausdrucksstarken Stücke sind meist stark rhythmusbetont und nehmen häufig Tango- oder Walzerrhythmen auf.
Pascale Comelade hat, z. T. auch auf seinen eigenen Publikationen mit zahlreichen Musikern wie Robert Wyatt oder Jaki Liebezeit zusammengearbeitet. Er ist auch auf vielen Kompilationen vertreten.
In Deutschland wurde die Musik Comelades zuletzt 2005 als Filmmusik zu Sommer vorm Balkon von Andreas Dresen wieder stärker wahrgenommen. Die größte Anerkennung genießt er im spanischen Katalonien.
Comelade lebt heute in Céret, einer französischen Kleinstadt in den östlichen Pyrenäen an der Grenze zu Spanien.

## Diskographie
- 1975: Fluence
- 1978: Séquences Paiennes
- 1978: Vertical Pianos
- 1980: Paralelo
- 1980: Ready-Made
- 1981: Slow Music
- 1982: Sentimientos
- 1982: Irregular Organs
- 1983: Fall Of Saigon
- 1983: Logique du Sens
- 1984: La Dialectique Peut-Elle Casser des Briques ?
- 1984: Bel Canto Orquestra
- 1984: Milano Enharmonisto
- 1984: Précis de Décomposition Bruitiste
- 1984: Scénes de Musique Ralentie
- 1984: Détail Monochrome
- 1986: Bel Canto
- 1987: El Primitivismo
- 1988: Impressionnismes
- 1988: Rock Del Veneno
- 1989: 33 Bars
- 1989: Cent Regards
- 1991: Ragazzin' The Blues
- 1991: Pataphysical Polka
- 1991: Haikus de Pianos
- 1992: Traffic d'Abstraction
- 1992: Topographie Anecdotique
- 1992: El Ermitaño – zusammen mit Bel Canto Orquestra
- 1993: Yo Quiero Un Tebeo
- 1994: Danses Et Chants de Syldavie
- 1995: El Cabaret Galactic
- 1996: Musiques Pour Films Vol.2
- 1996: Tango Del Rossello
- 1996: Un samedi Sur la Terre
- 1997: Un Tal Jazz
- 1997: Oblique Sessions – zusammen mit Pierre Bastien, Jac Berrocal und Jaki Liebezeit
- 1998: L'Argot du Bruit
- 1998: ZumZum.Ka
- 1998: Bel Canto Orquestra In Concerto
- 1999: Musiques De Genre
- 1999: Live In Lisbon and Barcelona
- 1999: Oblique Sessions II – zusammen mit Richard Pinhas
- 1999: Swing Slang Song
- 2000: Aigua de Florida Classes de Música a la Granja – zusammen mit Llorenç Balsach
- 2000: September Song – zusammen mit Robert Wyatt
- 2000: Pop Songs Del Rossello – zusammen mit Gérard Jacquet
- 2000: Pastis Catalan – für das Musée d’Art moderne in Céret (auf 50 signierte Exemplare limitiert)
- 2001: La Isla Del Holandés – zusammen mit José Manuel Pagan
- 2001: Pop Songs Del Rossello 2 – zusammen mit Gérard Jacquet
- 2002: Sense el Resso del Dring
- 2002: Psicotic Music' Hall
- 2003: Logicofobisme del Piano en Minuscul
- 2003: Musica Pop (Danses de Catalunya Nord)
- 2004: La Filosofia del Plat Combinat
- 2004: Back to Schizo 1975–1983
- 2005: Espace Détente
- 2006: Espontex sinfonia
- 2006: La Manera Més Salvatge – zusammen mit Enric Casasses
- 2006: Stranger In Paradigm
- 2008: Mètode de Rocanrol
- 2008: Compassió pel dimoni
- 2008: El Steinway a la Guillotina
- 2009: A Freak Serenade
- 2010: Montpellier – zusammen mit Gérard Pansanel und Pep Pascual
- 2010: N’ix – zusammen mit Enric Casasses
- 2010: Psicòtic Music’ Hall
- 2011: Somiatruites – zusammen mit Albert Pla
- 2011: Pascal Comelade & Cobla Sant Jordi – zusammen mit Cobla Sant Jordi
- 2012: Flip Side (Of Sophism) – zusammen mit Richard Pinhas
- 2013: El pianista del antifaz
- 2013: Mosques de colors – zusammen mit Pau Riba
- 2014: Música Pop a Catalunya
- 2015: Concepte General De La Quincalla Catalana
- 2019: Deviationist Muzak
- 2019: Les mémoires d'un ventriloque
- 2020: Larme Secrete – zusammen mit Marc Hurtado
- 2020: Le Cut-Up Populaire (Version Augmentée)
- 2020: Le Plan De Paris – zusammen mit Richard Pinhas
- 2020: En Nom De La Ferida – zusammen mit Ivette Nadal
- 2022: Le non-sens du rythme
- 2023: Velvet Serenade – zusammen mit Ramón Prats und Lee Ranaldo
- 2023: Boom Boom – zusammen mit The Limiñanas
- 2023: Le Riffifi
- 2024: Funeste Human Nature – zusammen mit Jac Berrocal und Vincent Epplay

## Filmografie (Auswahl)
- 1998: Fett weg!
- 1999: Lenas Land
- 1998: Das Buch des Lebens (The Book of Life)
- 2000: André le magnifique
- 2005: Sommer vorm Balkon
- 2008: Guten Tag, wie geht’s ? (Dovidjenja, kako ste?)
- 2017: Ein Hoch auf das Nichts (In praise of nothing)